# ニューフロンティア
ニューフロンティア（New Frontier）とは、アメリカ合衆国第35代大統領のジョン・F・ケネディが打ち出した政策。

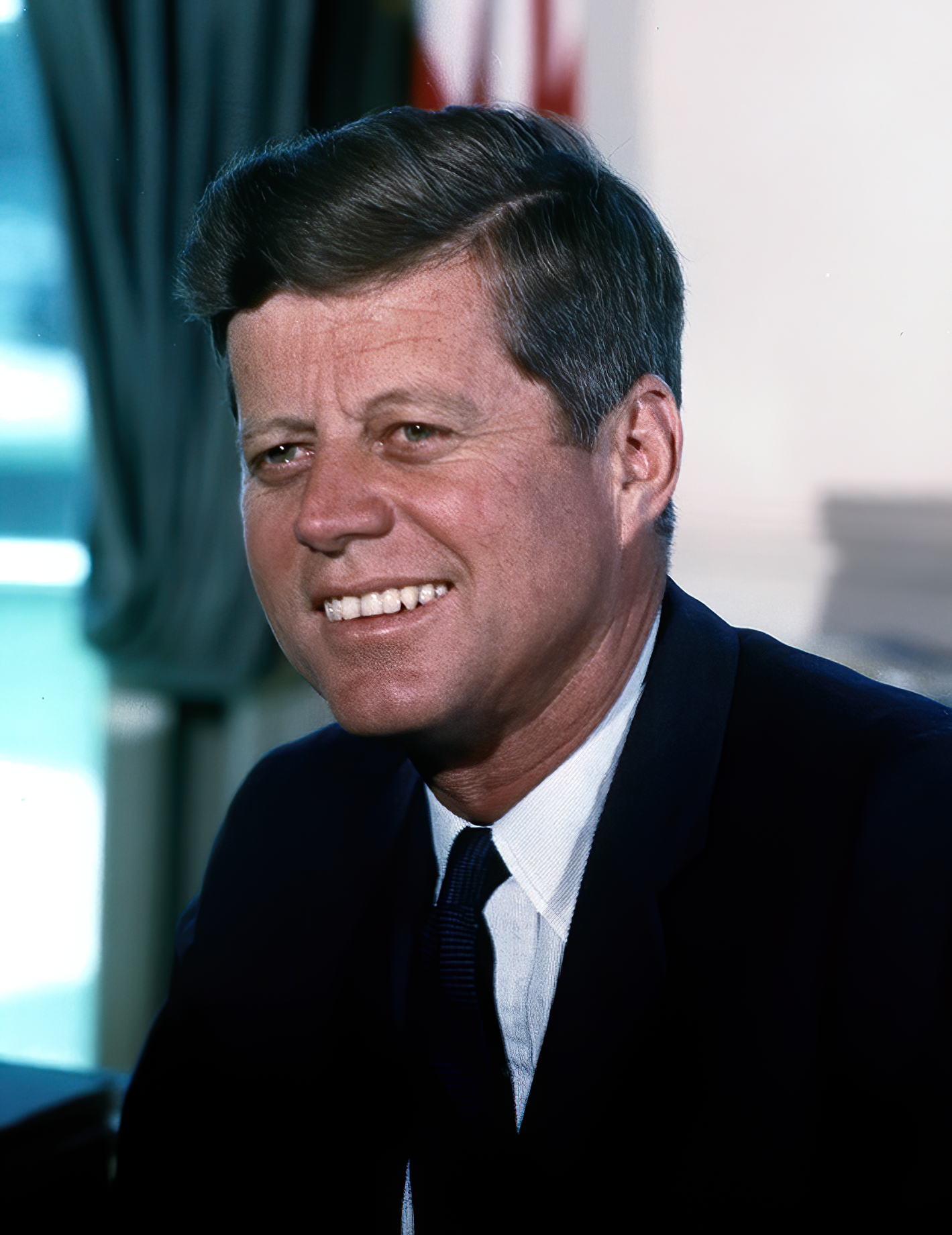
ジョン・F・ケネディ

## 概要
1960年の米国大統領選挙に立候補したジョン・F・ケネディが、民主党の予備選挙を勝ち抜き、7月11日からカリフォルニア州ロサンゼルスのオリンピックオーディトリアムで開催された民主党大会において7月13日に民主党大統領候補の指名を獲得した。その2日後の最終日7月15日に会場をロサンゼルス・メモリアル・コロシアムに移して8万人の大観衆を前にして大統領候補指名受諾演説を行った時に初めて提唱したもので、アメリカでは地理的な意味のフロンティアは19世紀末に消滅したが、戦争・偏見・貧困・差別などの問題は残っているため、これらの解決を呼びかけるものであった。後にフランクリン・ルーズベルトの「ニューディール」、リンドン・ジョンソンの「偉大な社会」と並んでケネディの政策を代表するものとなった。

## ニューフロンティア演説
アメリカにおけるフロンティア（未開拓地）は西部開拓が進み1890年には消滅した。しかし40分にわたるこの日の大統領候補指名受諾演説においてケネディは宗教問題から語り、そしてアメリカが直面する問題として、平和と戦争、無知と偏見、貧困と豊かさといった問題に「ニューフロンティア」という概念を再提示した。
「今晩私はかつて最後のフロンティアであったところに西に向かって立っています…開拓者たちは身の安全も快適な生活も、時には自分の命さえも捨ててこの地に新しい世界を築くためにやって来たのです…今日ではこうした戦いは終わった…アメリカのフロンティアは無いと言う人がいるでしょう…問題はまだ解決していません。」
「今日、我々はニューフロンティアに直面しています。1960年代のフロンティア、未だ知られぬ機会と道、未だ満たされぬ希望と脅威を孕んだフロンティア…私はあなた方の一人ひとりにこの新しいフロンティアの新しい開拓者となるように求めたい。」
「私は米国民に与えようとしているものでなく、求めているものである。プライドに訴えるものであり、財布に訴えるものではない。より大きな安全ではなく、より大きな犠牲の約束を差し出すものである。ニューフロンティアは、我々が求めようが求めまいが、ここにある。…公共利益か私的利益か、国の発展か衰退か、新鮮な進歩の空気か凡庸な陳腐の空気か…の選択を迫られているのである。」
「ソ連が将来のために現在を犠牲にしているのに、我々は現在を犠牲にできるでしょうか。それができなければ現在を享受するために将来を犠牲にしなければならない。」（注：後に日本では「ソ連は将来のために現在を犠牲にしている。我が国は現在のために将来を犠牲にしている」とも訳された。）
当時のアメリカは東西対立で冷戦のさなかにあり、ソ連の攻勢に追い上げられていた。3年前にスプートニク・ショックと言われたソ連の人工衛星打ち上げで宇宙開発の分野でソ連に先んじられ、やや停滞していたアメリカに、ニューフロンティアという言葉は新鮮に響き、当時目標を失っていた国民に明確な方向を与える言葉であった。
ケネディは1960年11月8日のアメリカ大統領選挙において共和党候補のリチャード・ニクソンを破り、翌年1961年1月20日に第35代大統領に就任した。

## 政策の内容
ニューフロンティアはケネディ政権の政策を特徴づける合い言葉となった。その内容は以下の7つに要約できる。

### 人口のニューフロンティア
急速に増大しつつある米国の人々の就労を進め経済を拡大する。

### 生存のニューフロンティア
平均寿命が延びて急速に増加した高齢者に対する社会保障（医療制度）を拡充する。

### 教育のニューフロンティア
大学へ進学する青年の増加に伴い貧弱な教育施設に対して連邦政府が積極的な援助を行う。

### 住宅及び都市郊外のニューフロンティア
都市郊外の住宅不足を解消するために積極的な施策を行う。

### 科学及び宇宙空間のニューフロンティア
宇宙開発競争においてソ連に勝ち、科学技術の研究開発を進める。

### オートメーションのニューフロンティア
オートメーション化で増大した失業者を救済し、機械化を人間の幸福に結びつける。

### 余暇のニューフロンティア
テクノロジーの発達で増大した余暇の利用を促進する。
ケネディはニューフロンティア政策を具体化すべく、始まったばかりの議会に66にのぼる特別教書を送り、緊急計画と銘打って多数の立法措置を勧告した。この中には景気回復と経済成長、国際収支と金の情勢、老齢健康保険、教育、天然資源、平和部隊、税制改革、月探検計画、後進国援助を盛り込んだ。しかし就任直後からの相次いだ東西対決で国際的な危機感の高まりの中で、平時としては最大の国防予算469億ドルを組み、また連邦政府の権限拡大を否定する層も強く、ことにニューフロンティアの社会経済立法計画は保守派の反発を招き、議会では民主党が多数を占めながら南部民主党と共和党主流派に阻まれて立法化は難航した。
それでも1961年9月に「平和部隊法」を成立させ市民レベルの国際協力を実現し、10月に「地域健康法」を成立させて地域の医療サービスと医療施設の建設及び管理に補助金制度を作り、翌1962年6月に「移民・難民法」を改正してアメリカへの移住や避難の障壁を下げ、8月に「通信衛星法」の成立で今日のテレビ国際同時中継の道を開き、10月に「貿易拡大法」が成立して自由貿易へ大きく一歩を踏み出し、この他にワクチン接種に補助金制度を設けて国民の健康を守る「ワクチン補助法」を成立させて、国民生活と国際平和に貢献する重要な政策を採択させている。暗殺された1963年には「賃金平等法」で労働者の生活安定を図り、短かった在任期間で非協力的な議会に悩まされながらも、アメリカ社会のニューフロンティアに果敢に立ち向かい、それなりの成果を挙げていたことは高く評価しなければならない。

## 注釈

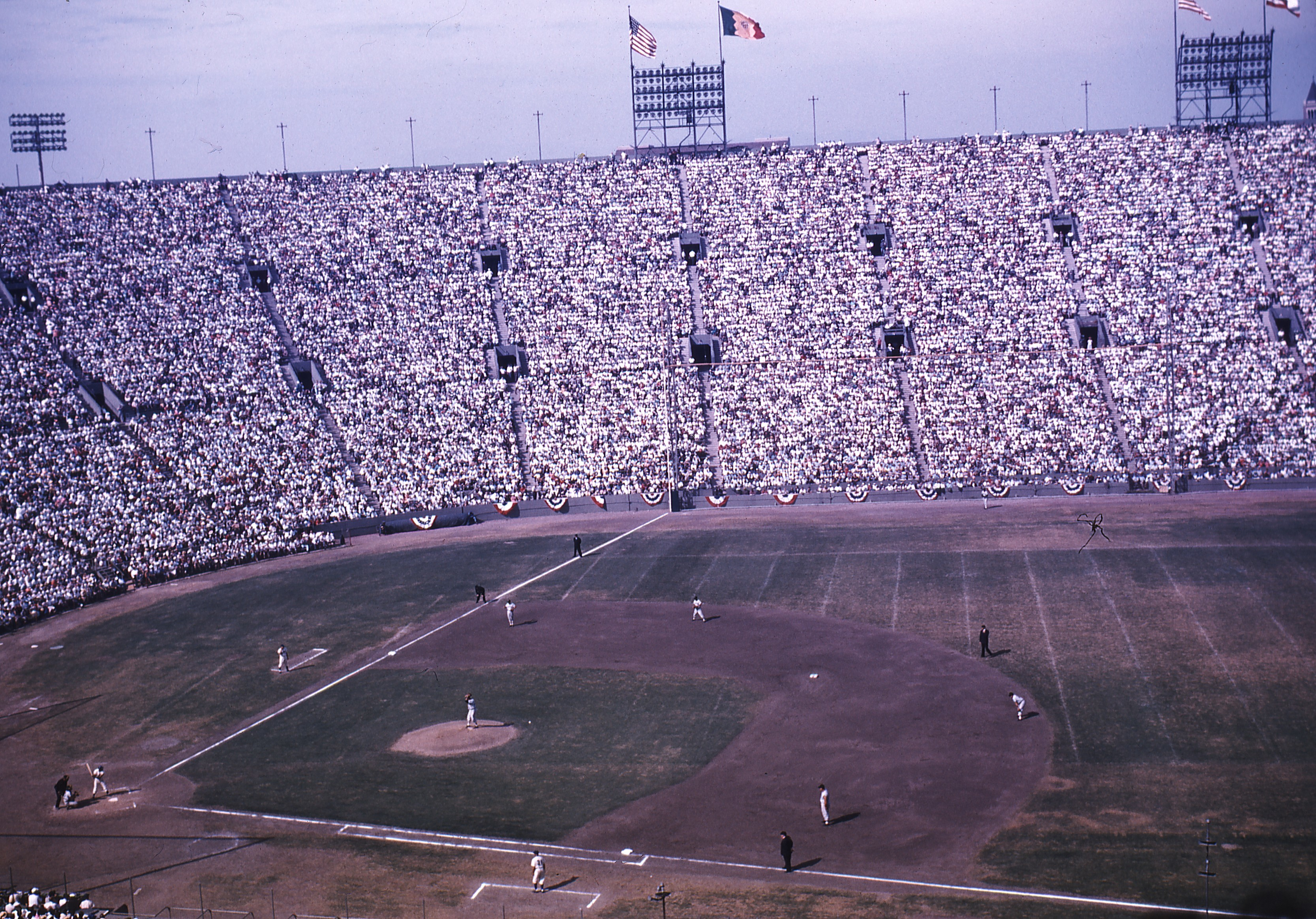
当時のオリンピック・コロシアム（野球場として使用されていた）。この写真は前年1959年のワールドシリーズ 　ドジャース対ホワイトソックス戦。